# Макаров, Иван Иванович (строитель)
Иван Иванович Макаров — советский хозяйственный, государственный и политический деятель, Герой Социалистического Труда.

## Биография
Родился в 1937 году в селе Левашове Ардатовского района Горьковской области. Член КПСС.
С 1953 года — на хозяйственной, общественной и политической работе. В 1953—1997 гг. — механизатор в станице Мечетинская Ростовской области, военнослужащий Советской Армии, подсобный плотник на строительстве Новолипецкого металлургического завода, звеньевой, бригадир комплексной бригады плотников-бетонщиков строительного управления № 9 треста «Липецкстрой» Министерства строительства предприятий тяжелой индустрии СССР.
Указом Президиума Верховного Совета СССР от 19 июня 1973 года присвоено звание Героя Социалистического Труда с вручением ордена Ленина и золотой медали «Серп и Молот».
За достижение высокой производительности труда на основе выполнения объёмов строительства с меньшей численностью рабочих был в составе коллектива удостоен Государственной премии СССР за выдающиеся достижения в труде 1979 года.
Умер в Липецке в 2005 году.